# Équipe cycliste Voltas-Madaris
L'équipe cycliste Voltas-Madaris est une équipe cycliste lituanienne, ayant le statut d'équipe continentale à partir de 2022.

## Classements UCI
L'équipe participe aux épreuves des circuits continentaux et en particulier de l'UCI Europe Tour. Les tableaux ci-dessous présentent les classements de l'équipe sur les différents circuits, ainsi que son meilleur coureur au classement individuel.
UCI Europe Tour
| UCI Europe Tour | UCI Europe Tour        | UCI Europe Tour                           | UCI Europe Tour |
| Année           | Classement par équipes | Meilleur coureur au classement individuel |                 |
| --------------- | ---------------------- | ----------------------------------------- | --------------- |
| 2022            | 94e                    | Edgaras Kovaliovas (907e)                 |                 |
| 2023            | 68e                    | -                                         |                 |
|                 |                        |                                           |                 |
| Source : UCI    |                        |                                           |                 |

L'équipe est également classée au Classement mondial UCI qui prend en compte toutes les épreuves UCI et concerne toutes les équipes UCI.
| Classement mondial | Classement mondial     | Classement mondial                        | Classement mondial |
| Année              | Classement par équipes | Meilleur coureur au classement individuel |                    |
| ------------------ | ---------------------- | ----------------------------------------- | ------------------ |
| 2022               | 165e                   | Edgaras Kovaliovas (1307e)                |                    |
| 2023               | 125e                   | Mantas Januškevičius (1015e)              |                    |
|                    |                        |                                           |                    |
| Source : UCI       |                        |                                           |                    |

## Voltas Cycling Team en 2022[1]
| Cycliste             | Date de naissance | Nationalité | Équipe 2021                |  |
| -------------------- | ----------------- | ----------- | -------------------------- |  |
| Darijus Džervus      | 20 juillet 1990   | Lituanie    |                            |  |
| Olegas Ivanovas      | 5 juillet 2002    | Lituanie    |                            |  |
| Vitalijs Kornilovs   | 17 juillet 1979   | Lettonie    | Amore & Vita-Prodir (2020) |  |
| Edgaras Kovaliovas   | 25 février 1989   | Lituanie    |                            |  |
| Tomas Naruškevič     | 1er avril 1980    | Lituanie    |                            |  |
| Ramūnas Navardauskas | 30 janvier 1988   | Lituanie    | Memel                      |  |
| Paulius Šiškevičius  | 7 septembre 1993  | Lituanie    |                            |  |
| Mantas Staliūnas     | 9 juin 1990       | Lituanie    |                            |  |
| Mindaugas Striška    | 7 mai 1984        | Lituanie    |                            |  |
| Lukas Talacka        | 17 mai 1994       | Lituanie    |                            |  |
| Jokubas Zdanevičius  | 8 février 1990    | Lituanie    |                            |  |